# Взгляды. Феноменология
«Взгляды. Феноменология» — российский документальный фильм, созданный в 2002 году режиссёром Дмитрием Сидоровым, ключевое произведение режиссёра, сделавшее его классиком русской документалистики.

## Сюжет
Фильм является исследованием истории взаимоотношений кинокамеры и снимаемых ею людей на материале кинохроники Санкт-Петербургской студии документальных фильмов. Демонстрируя хорошо знакомые ему архивные кадры, снятые по большей части в Петербурге (Ленинграде) в XX веке, автор показывает лирическому адресату («любовь моя») историю человека, смотрящего в камеру и камеры, смотрящей на человека, как историю любви: от наивного и невинного первого взаимного интереса, дальнейшего узнавания и совместного проживания, к переменам, расставанию и возвращению.
Это фильм — метафора человеческой жизни, спроецированная на социальную историю XX века в России, своеобразный психологический портрет страны и её населения. На вопрос «о чём кино?» автор отвечает: «О мимолетности истинных состояний. Или, если хотите, это — отражение истинных глаз родного народа в сомнительном зеркале кинохроники…»

## О фильме
«Когда я делал „Взгляды…“, меня интересовало, насколько изображение остаётся отдельно от человека, которого уже нет. И что тут происходит — совершенно непонятно. Это ведь не тот человек. Кости того человека давно гниют в могиле. А это кто такой? Этот вопрос способен свести с ума. Ведь там ничего нет — это просто пятна. Комбинация пятен. И мы не знаем, что это такое. Мы вообще можем, да и то условно, говорить только о том, что видим это одинаково». Д. Сидоров

## Награды
Приз имени Леонида Гуревича за лучший сценарий на Международном фестивале документальных фильмов «Открытая Россия» в Екатеринбурге 2003 год
Специальный приз жюри на Международном Кинофестивале в Кракове, Польша 2003 год
Приз FIPRESCI (Международная ассоциация кинопрессы) на Международном Кинофестивале в Кракове, Польша 2003 год
Приз FICC (Международная организация киноклубов) на Международном Кинофестивале в Кракове, Польша 2003 год

## Цитаты из фильма
«Плёнка на монтажном столе крутится сначала медленно… потом, чем ближе в концу, — тем быстрее и быстрее. Так и со временем человеческой жизни, любовь моя. С той разницей, что в жизни обратная перемотка невозможна».
«Потерянное пространство можно отвоевать обратно, потерянное время — никогда», — сказал Наполеон. Он не знал о кино".
«Камера подражала человеческому взгляду, пока не обнаружила собственную нечеловеческую природу. Нечеловеческое действует по принципу не-любви».

## Критика
Алексей Гусев считающий, что картина должна в обязательном порядке показываться студентам в начале обучения в киношколах, чтобы учить, «Как смотреть» и «Как любить кино», отмечает удачный приём переозвучки протагонистом героев интервью. Кинокритик видит в результате цельность интонации, плавность голосоведения. «Герой романса совершает свой путь в Царство мёртвых и обратно, и лишь с его голоса мы должны узнавать об этом путешествии.»
На взгляд Андрея Шемякина, фильм является попыткой «заново нащупать возможность взгляда там, где принято видеть стереотипы, которые надо преодолевать, с которыми надо бороться монтажным же методом».
Наум Клейнман отмечает интимную интонацию фильма, влюбленность режиссёра в кинохронику: «…И вот этот фильм, который на самом деле, „Кинематограф моя любовь“, я бы мог назвать его, с другой стороны, со всеми мучениями любви, кроме признания в любви… А это попытка любовно вглядеться в этот материал, именно с любовью, и прочитать его».
Кинокритик Виктор Матизен называет «Взгляды. Феноменология» новаторским фильмом: «В нём вполне сознательно сделан объектным образ рассказчика. Обычно комментатор хроники, будь то диктор, киновед или историк, — всегда фигура авторитарная, выступающая от лица власти или с точки зрения „единственно верного знания“. И когда такой комментатор заблуждается или, выполняя пропагандистскую функцию, врет, это и воспринимается, и является пороком фильма. А здесь историческую хронику комментирует для своей возлюбленной некий профан, выискивающий иллюстративный материал для какого-то будущего фильма. Он, по определению, субъективен, его точка зрения заведомо неавторитетна, но она интересна как мнение чувствующего, мыслящего и заинтересованного человека…».